# 西伯利亞石鶺
西伯利亞石鶺（Siberian Stonechat，學名：Saxicola maurus）又名西伯利亞石鶺、黑喉石鶺，是屬於鶲科石䳭屬的一種雀鳥。是一個最近被確認的舊世界鶲科（Muscicapidae）物種。與其他鶇科鶲類似，過去它經常被歸類於鶇科（Turdidae）。該物種分布於東部古北界地區，包括歐洲東端，並在舊世界熱帶地區過冬。出沒于開闊原野和濕地，常佇立於灌叢頂、圍欄及電線高處，非常顯眼。

## 描述、系統學與分類
它與其現存的近親歐洲石䳭（S. rubicola）相似，但通常上半身顏色較深，下半身較淺，具白色的臀部和較白的下腹部，胸部的橘色較少。繁殖羽雄鳥上半身和頭部為黑色（不如歐洲石䳭的棕色調），具明顯的白色領圈、肩部斑塊和臀部，喉部的橘色區域較小。
雌鳥上半身和頭部為淡棕色，具白色的頸部斑塊（非完整的領圈），臀部為淡色、無斑的粉黃。冬季羽的雄鳥介於夏季雄鳥和雌鳥之間，具類似草原石䳭（S. rubetra）的眉紋；從該物種和雌鳥可以通過完整的白色領圈來區別。
如果近距離觀察，會發現它的初級飛羽明顯比S. rubicola更長。在這一點上，它與草原石䳭非常相似，像S. maurus一樣，它也適應了長距離遷徙。
雄鳥的叫聲像兩塊鵝卵石互相敲擊，歌聲高亢且帶有顫音，類似林岩鷚（Prunella modularis），這是一種不相關的雀形目鳴禽，屬於雀科（Passeroidea） 。
該物種有五至六個亞種，S. m. maurus（如上所述）和類似但不同的S. m. stejnegeri分布於北亞和中亞。南方的S. m. variegatus（裏海以西）、S. m. armenicus（土耳其東部至伊朗）、S. m. indicus（喜馬拉雅山脈）和突厥斯坦石䳭 S. m. przewalskii（中國西南）的區別在於羽毛上較大的白色區域。
過去，S. maurus通常被包括在S. torquatus作為「非洲石鵖」的一部分，但現在該學名僅限於非洲石䳭。mtDNA細胞色素b'b的序列分析和nDNA的微衛星指紋分析數據，雖然並不明確，但結合形態學、行為和生物地理學的證據，似乎表明該鳥類可以被認為是一個獨立的物種。歐洲石䳭是其歐亞石䳭譜系中的西方姐妹物種；它們的祖先在上新世晚期或更新世早期，大約150萬到250萬年前的第四紀冰期初期分化。
其學名的意思是「黑色岩石居民」。Saxicola源自拉丁語saxum（岩石）+incola（居民）；maurus則是來自希臘語maúros（μαύρος，黑色）（參見「摩爾人」），指的是與S. rubicola相比，背部顏色較暗。

## 分布與生態
該物種的繁殖範圍覆蓋大部分溫帶亞洲，從緯度71°N的西伯利亞向南延伸至喜馬拉雅山脈和中國西南部，向西延伸至土耳其東部和裏海地區。它也在歐洲東北部繁殖，主要在俄羅斯，偶爾會到達芬蘭西部。
這種候鳥的冬季範圍從日本南部到泰國和印度，西至東北非。在遷徙過程中，少數個體會到達西歐，甚至偶爾遠至北美的阿拉斯加。
黑喉鴝是食蟲性的。它在開闊的灌木叢或粗草地繁殖，這些地區有散布的灌木，從海平面到約4000米海拔或更高。這些鳥類似乎避免了即使是涼爽的溫帶環境，僅在炎熱的大陸性氣候的夏季才留在北方。在不丹的喜馬拉雅山脈山麓地區，有時可見遷徙中的個體在2000米以上的海拔的田野和牧場中覓食，但大多數會繼續向更低處和南方遷徙，冬季在熱帶地區度過。
雖然國際自然保護聯盟（IUCN）尚未將其視為獨立的物種，但它分布廣泛且常見，不被認為是受威脅的物種。

## 圖庫

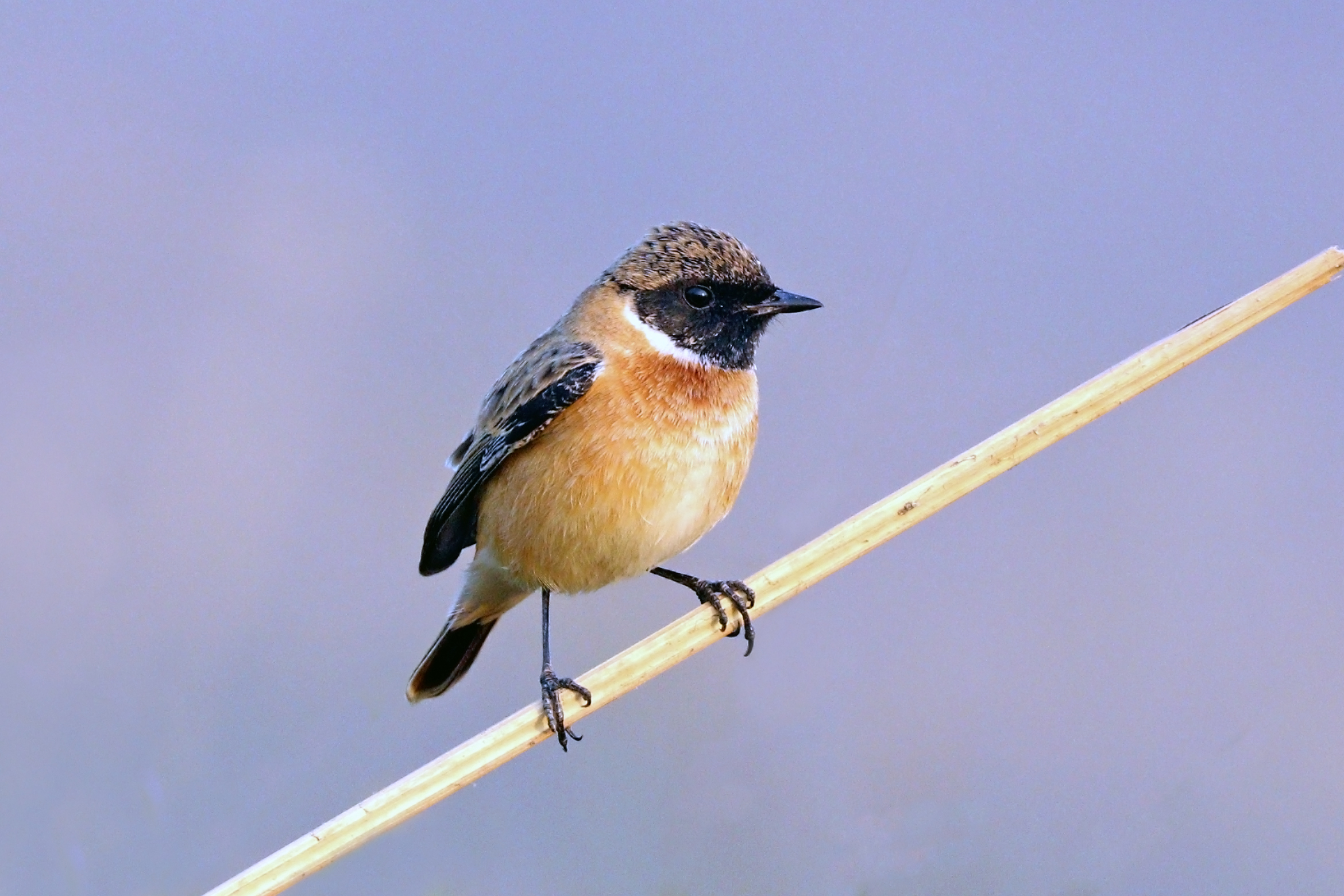
雄鳥, 非繁殖羽 北方邦, 印度
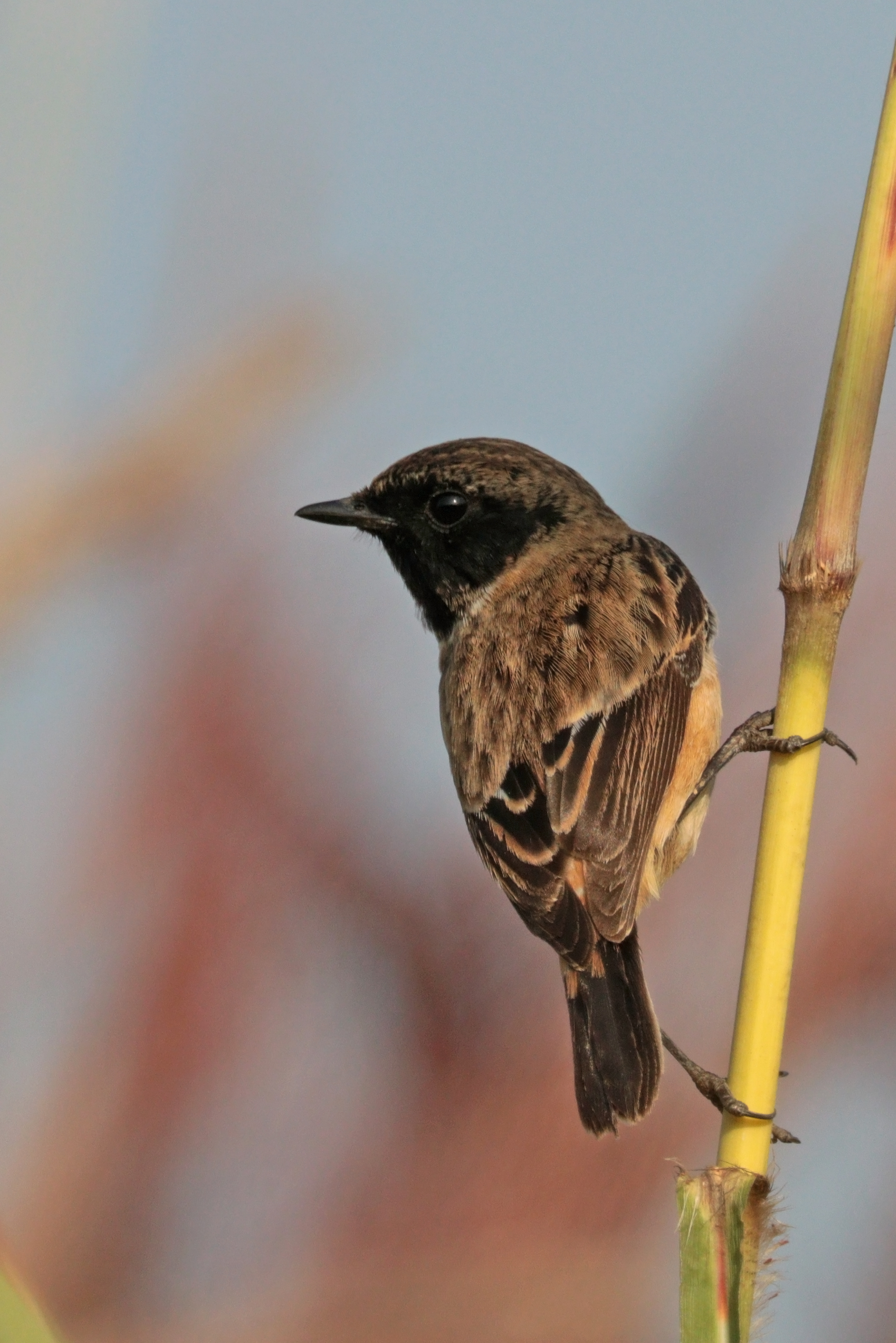
S. m. indicus 雄鳥, 巴迪亞國家公園、尼泊爾
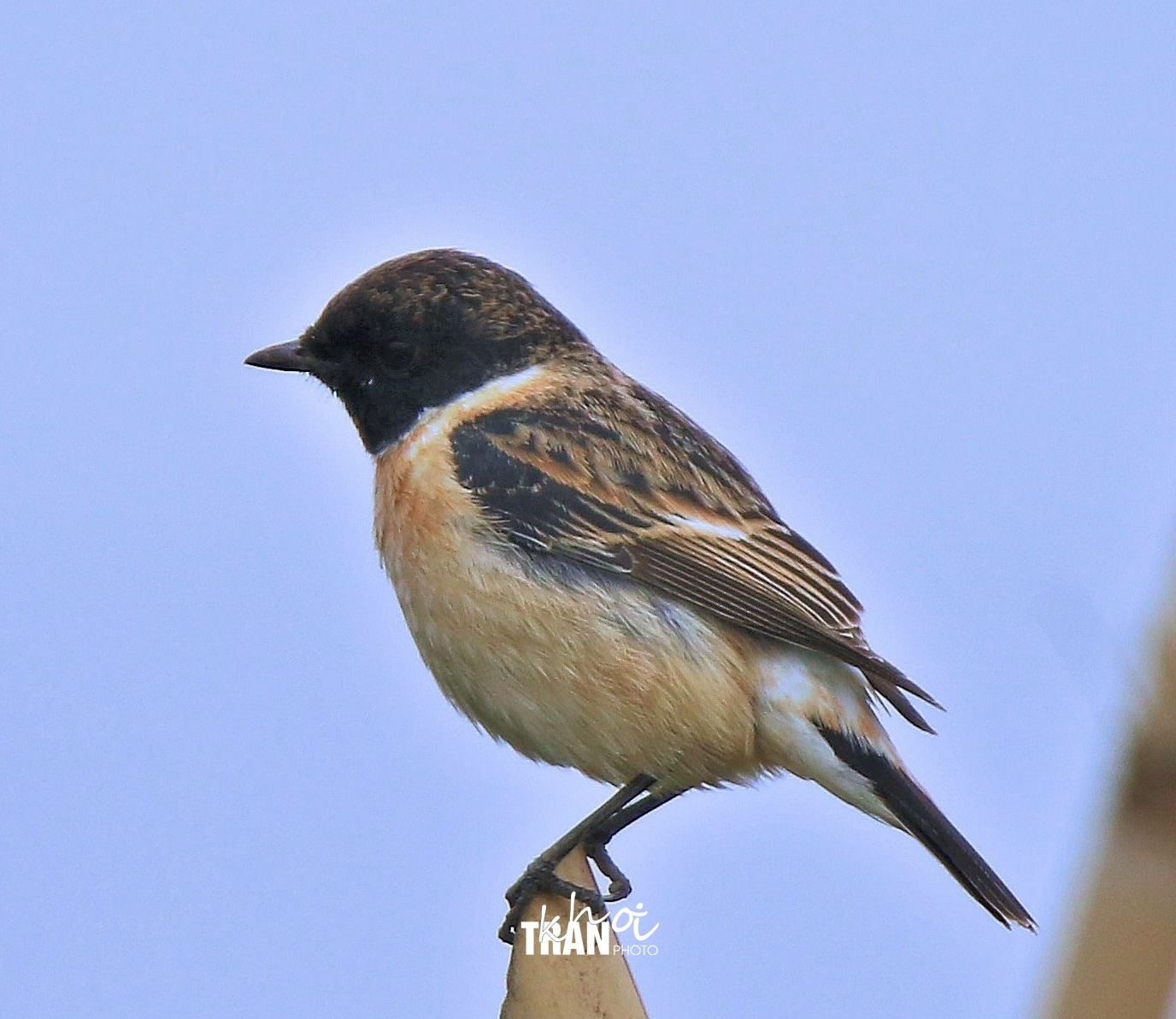
黑喉鴝
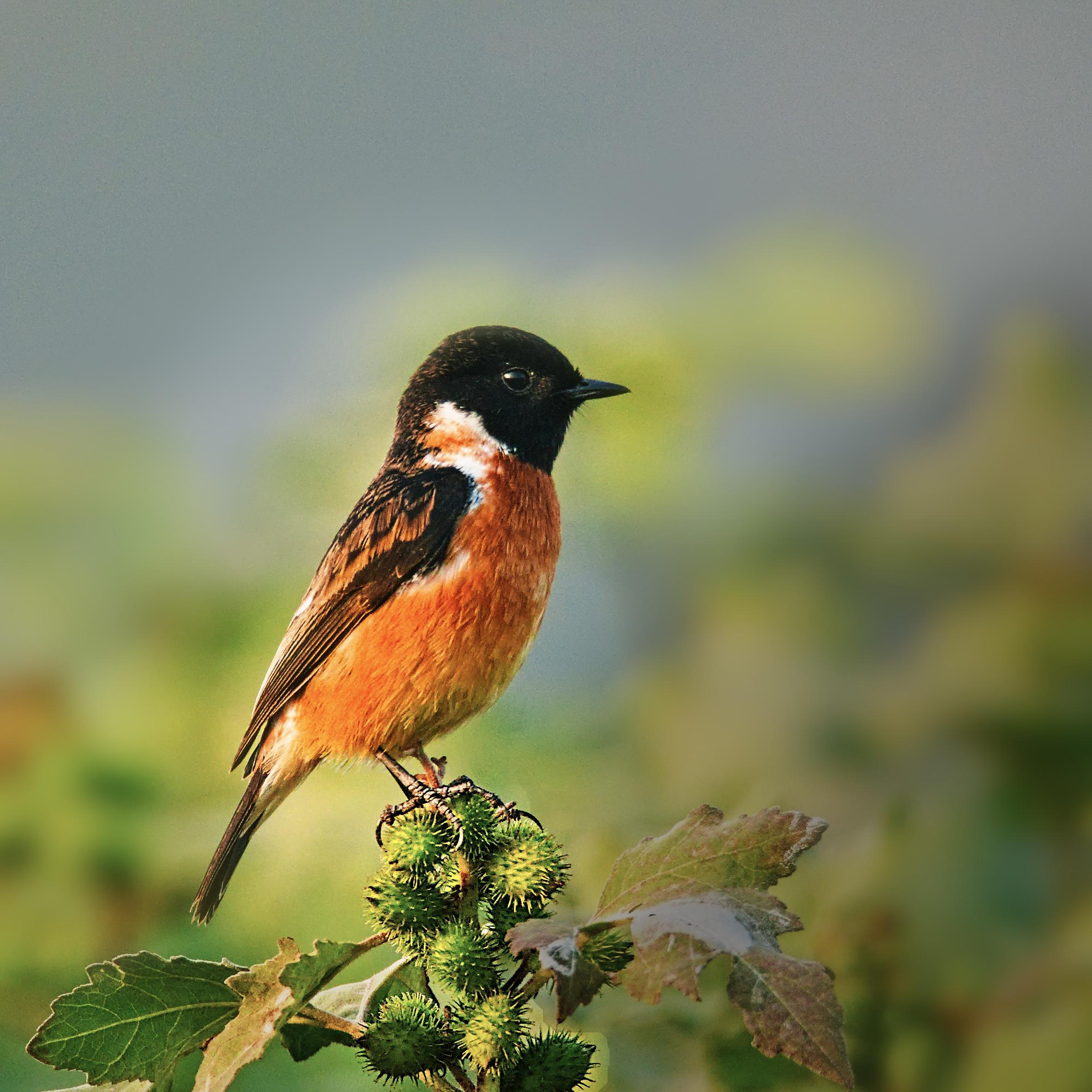
黑喉鴝在 Dipor Bil 越冬，阿薩姆邦，印度
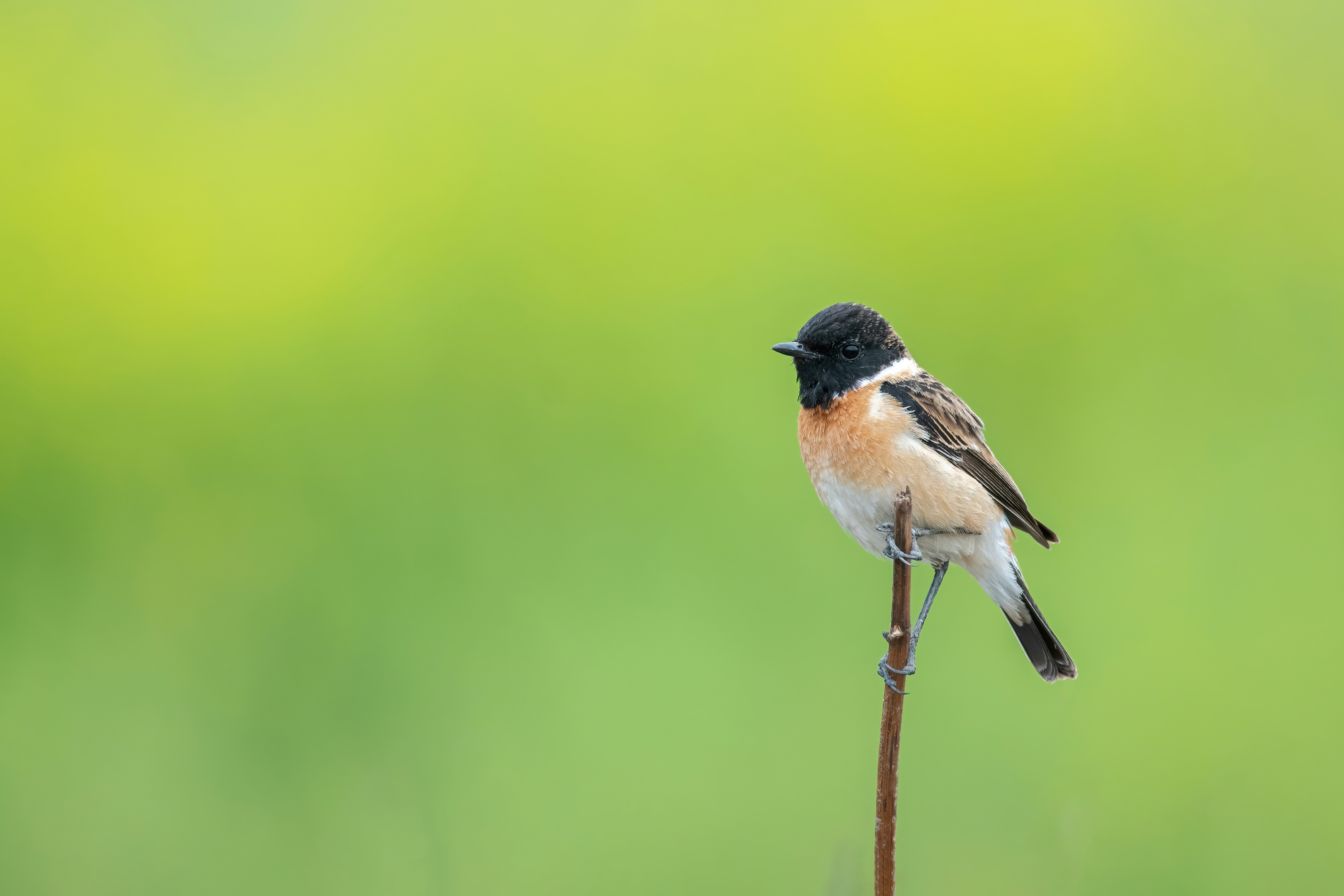
S. m. indicus 雄鳥, 巴克塔普爾、尼泊爾

## 外部連結
- Saxicola maurus （页面存档备份，存于） - ITIS Standard Report Page （英文）
- 黑喉石䳭的图片 （页面存档备份，存于）

1. 1 2 3 4  Robertson (1977), Stoddart (1992), Urquhart & Bowley (2002)
2. ↑  Urquhart & Bowley (2002)
3. ↑  Bangs (1932), Urquhart & Bowley (2002)
4. ↑  Wittmann et al. (1995), Urquhart & Bowley (2002), Wink et al. (2002)
5. ↑  Jobling, James A. . London, United Kingdom: Christopher Helm. 2010: 243, 349. ISBN 978-1-4081-2501-4.
6. ↑  Robertson (1977), Urquhart & Bowley (2002)
7. ↑  Bangs (1932), Inskipp et al. (2000), Urquhart & Bowley (2002)
8. ↑  BLI (2009)